# Pogotowie Akcji Specjalnej

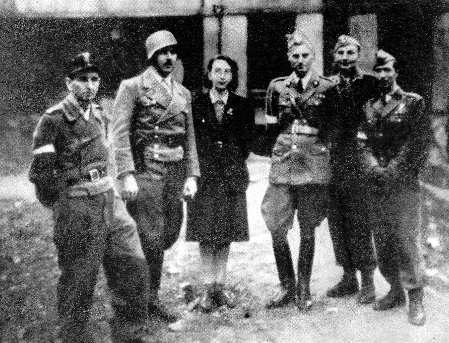
Major „Barry” (drugi z lewej) wśród oficerów Grupy „Północ”

Pogotowie Akcji Specjalnej (PAS) – IV Oddział Narodowego Zjednoczenia Wojskowego, w skład którego od lipca 1945 roku wchodziły oddziały partyzanckie, walczące z powstającymi strukturami reżimu komunistycznego w Polsce.

## Struktura
Pierwszym szefem PAS był mjr Włodzimierz Kozakiewicz ps. „Barry” (do jego aresztowania w kwietniu 1945 roku), kolejnym – kpt. Jan Morawiec „Henryk”, „Remisz”, „Rębacz”, „Tajfun” (od kwietnia 1945 roku do marca 1946 roku).
Struktura terenowa PAS była jedynie częściowo zorganizowana.
- Obszar I (warszawski) składał się z okręgów: I (Warszawa), II (Olsztyn), III (Białystok). W Warszawie (Okręg I) komendantem PAS był Bolesław Stefański (od grudnia 1945 roku do aresztowania 1 czerwca 1946 roku). W Okręgu III PAS było organizowane przez komendanta tego okręgu Jana Szklarka (ps. „Roja”, „Kotwicz”, „Lis”, „Florian Lewicki”). Od 22 września 1945 roku szefem PAS Okręgu III był Romuald Rajs „Bury”.
- Obszar II (lubelski) składał się z okręgów: IV (Lublin) i V (Rzeszów). Szefem PAS Obszaru II był kpt. Zygmunt Wolanin. W 1945 roku organy komunistycznego bezpieczeństwa dokonały aresztowań wśród osób podejrzanych o tworzenie lub działanie w PAS. Zostały one skazane w tzw. procesie lubelskiego PAS. Dowódcami oddziałów PAS Okręgu V byli m.in. por. Stanisław Pelczar „Majka” i ppor. Bronisław Gliniak „Radwan”[2]. Najprawdopodobniej komendantem PAS w Okręgu V (rzeszowskim) od kwietnia 1946 roku był por. Ludwik Więcław.
- Obszar III (Kielce-Radom-Kraków-Śląsk): w Okręgu VI (Kielce) PAS było organizowane bez powodzenia przez Lechosława Roszkowskiego „Tomasza”, jedynie na Śląsku (Okręg VIII) istniała komenda PAS do marca 1946 roku
- Obszar IV również nie został zorganizowany, składał się z okręgów IX (Łódź), X (Poznań) i XI (Opole).
- Obszar V (pomorski), okręgi: XII (Gdańsk), XIII (Pomorze), XIV (Szczecin). W Okręgu XIV istniała komenda PAS, na jej czele stał „Henryk” (NN)[3].

W latach 1946–1948 istniały również inne okręgi, m.in.: „XVI” (Północne Mazowsze) dowodzony przez kpt. Zbigniewa Kuleszę, później por. Józefa Kozłowskiego, „XXIII” (Zachodnie Mazowsze), dowodzony przez por. Stefana Bronarskiego „Liścia” (ten ostatni okręg nie używał nazwy PAS).
Liczebność oddziałów PAS dochodziła początkowo do 200–300. Prowadziły zacięte walki z grupami operacyjnymi NKWD, UB, KBW, MO i ORMO, rzadziej z oddziałami ludowego Wojska Polskiego. W większości okręgów działało po kilka-kilkanaście oddziałów PAS NZW o liczebności od 20 do 200-300 (np. 3 Wileńska Brygada NZW liczyła 180 żołnierzy). Mniejsze, kilku-, kilkunastoosobowe oddziały PAS przetrwały do początku lat 50., głównie w Okręgu III (białostockim) i na Mazowszu. Ostatnia z komend dowodzących PAS, Komenda Powiatowa NZW w Bielsku Podlaskim ujawniła się dopiero jesienią 1956 roku.
Oddziału PAS NZW blisko współdziałały z oddziałami NSZ, a często były jednocześnie podporządkowane obu tym strukturom.

## Niektórzy żołnierze PAS
- w II Okręgu
  - Roman Jaroszyński
  - Stanisław Kaczmarczyk
  - Kazimierz Łuszczyński
  - Zygmunt Roguski
  - Władysław Ulanowski
  - Zygmunt Wolanin
  - Władysław Żwirek
  - Eugeniusz Zarębiński
- w III Okręgu
  - Karol Sęk
- w XIII Okręgu
  - Bolesław Częścik
- w „XVI” Okręgu
  - Bolesław Częścik
  - Mieczysław Dziemieszkiewicz „Rój”
  - Józef Kozłowski
  - Stanisław Kutryb
- w „XXIII” Okręgu
  - Józef Boguszewski

## Upamiętnienie
W 2009 roku Telewizja Polska przystąpiła do realizacji filmu pt. Historia Roja, czyli w ziemi lepiej słychać, poświęconego losom partyzantów, którzy do 1951 roku przeciwstawiali się kształtowaniu nowego ustroju w Polsce. Film wyreżyserował Jerzy Zalewski. Głównym bohaterem filmu jest Mieczysław Dziemieszkiewicz. Ponieważ realizacja filmu przeciągała się kilka lat, powstała inicjatywa Ratujmy Roja, której organizatorzy samodzielnie zbierali środki na ukończenie filmu. 1 marca 2014 roku ogłoszono zawieszenie zbiórki. Premiera ostatecznie odbyła się 4 marca 2016 roku, a dystrybutorem filmu jest Kino Świat. TVP1 w 2017 roku pokazała 5-odcinkowy serial, który jest rozwinięciem filmu kinowego.